# Monticiano
Monticiano è un comune italiano di 1 630 abitanti della provincia di Siena in Toscana.

## Geografia fisica

### Territorio
Il territorio del comune si trova sulle Colline Metallifere, sul versante destro della valle del fiume Merse.

### Clima
- Diffusività atmosferica: media, Ibimet CNR 2002

## Storia
La sua comunità si originò come podesteria medievale e venne modificata nel XII e nel XIII secolo in seguito al suo infeudamento.
Le prime notizie sul "castello di Monticiano" sono del 1189, quando era sottoposto alla giurisdizione del vescovo di Volterra, Ildebrando Pannocchieschi. Questa fu confermata nel 1224 dall'imperatore Federico II. Sul castello avanzava pretese anche la Repubblica di Siena che, a causa dell'ospitalità data da Monticiano ai fuoriusciti ghibellini sconfitti nella battaglia di Benevento (1266), lo occupò con le armi e fece abbattere le mura e la rocca di Castelvecchio.
Nel 1554 Monticiano passa sotto il governo mediceo durante la Guerra di Siena, che capitolerà nel 1555. Nel 1629 il granduca Ferdinando II lo distacca e lo offre in feudo al conte Orso Pannocchieschi d'Elci. Nel 1749 la signoria dei Pannocchieschi termina ma questi rimangono però proprietari di grandi estensioni di terre.
In occasione del plebiscito del 1860, tutti i 723 votanti si dichiararono favorevoli all'unione con il Regno d'Italia.

### Seconda guerra mondiale
Durante la Resistenza Monticiano fu la base per la prima organizzazione dei nuclei partigiani senesi e divenne zona di operazioni della brigata Garibaldi "Spartaco Lavagnini". La località di Scalvaia fu teatro di una delle stragi più efferate della zona: la fucilazione, in segno di rappresaglia per l'uccisione di un appartenente alla Guardia Nazionale Repubblicana, di 10 giovani renitenti alla leva che si erano dati alla macchia. Tra le azioni belliche, di particolare rilievo fu lo scontro avvenuto fra partigiani e tedeschi nella notte fra il 3 e il 4 giugno 1944 nella piazza del paese durante il quale rimasero uccisi due giovani monticianesi.
Nel referendum istituzionale del 1946 su 2016 votanti, i voti a favore della repubblica furono 1468, quelli a favore della monarchia 424, le schede nulle 121.

### Simboli
Lo stemma è stato riconosciuto con D.P.C.M. del 16 aprile 1953.
Il gonfalone, concesso con D.P.R. del 31 ottobre 1953, è un drappo di azzurro.

## Monumenti e luoghi d'interesse

### Architetture religiose
- Chiesa dei Santi Giusto e Clemente
- Chiesa del Beato Antonio Patrizi
- Chiesa della Compagnia della Misericordia a San Lorenzo a Merse
- Pieve di San Lorenzo a Merse
- Chiesa di San Biagio a Scalvaia
- Chiesa del Castello di Tocchi
- Pieve di Santa Maria Assunta a Tocchi
- Chiesa dei Santi Filippo e Giacomo a Il Santo

### Aree naturali
- Riserva naturale Tocchi
- Terme di Petriolo, situate ai confini comunali nelle acque del fiume Farma, che segna il limite tra le province di Grosseto e Siena.

## Società

### Evoluzione demografica
Abitanti censiti

### Etnie e minoranze straniere
Secondo i dati ISTAT al 31 dicembre 2009 la popolazione straniera residente era di 370 persone. Le nazionalità maggiormente rappresentate in base alla loro percentuale sul totale della popolazione residente erano:
- Macedonia 108 6,84%
- Albania 105 6,65%
- Romania 31 1,96%
- Marocco 31 1,96%
- Germania 18 1,14%
- Bosnia ed Erzegovina 16 1,01%

## Geografia antropica

### Frazioni
- Iesa
- San Lorenzo a Merse
- Scalvaia
- Tocchi

### Altre località del territorio
Oltre alle quattro frazioni maggiori, si trovano nel territorio comunale di Monticiano altre piccole località, tra le quali è da ricordare soprattutto quella di Bagni di Petriolo, nota fin dall'età medievale per le proprietà curative delle acque sulfuree. Le terme sono ancora oggi meta di numerosissimi turisti che seguono lì cure termali o si bagnano nelle acque che fuoriescono nelle pozze libere all'aria aperta.
Tra le altre località si ricordano anche quelle de Il Santo, Luriano, Ponte a Macereto, Picchetto.

## Amministrazione
Di seguito è presentata una tabella relativa alle amministrazioni che si sono succedute in questo comune.
| Periodo         | Periodo         | Primo cittadino      | Partito                                                        | Carica              | Note  |
| --------------- | --------------- | -------------------- | -------------------------------------------------------------- | ------------------- | ----- |
| 3 luglio 1985   | 2 luglio 1990   | Galgano Cosci        | Partito Comunista Italiano                                     | Sindaco             | [ 9 ] |
| 2 luglio 1990   | 24 aprile 1995  | Galgano Cosci        | Partito Democratico della Sinistra, Partito Comunista Italiano | Sindaco             | [ 9 ] |
| 24 aprile 1995  | 14 giugno 1999  | Anna Maria Guerrieri | lista civica                                                   | Sindaco             | [ 9 ] |
| 14 giugno 1999  | 24 gennaio 2002 | Anna Maria Guerrieri | lista civica                                                   | Sindaco             | [ 9 ] |
| 24 gennaio 2002 | 28 maggio 2002  | Alessandra Terrosi   |                                                                | Comm. straordinario | [ 9 ] |
| 28 maggio 2002  | 29 maggio 2007  | Mauro Cresti         | lista civica                                                   | Sindaco             | [ 9 ] |
| 29 maggio 2007  | 7 maggio 2012   | Mauro Cencioni       | L'Unione                                                       | Sindaco             | [ 9 ] |
| 7 maggio 2012   | 12 giugno 2017  | Sandra Becucci       | Partito Democratico                                            | Sindaco             | [ 9 ] |
| 12 giugno 2017  | 11 aprile 2021  | Maurizio Colozza     | lista civica Uniti per il Rinnovamento                         | Sindaco             | [ 9 ] |
| 11 aprile 2021  | 4 ottobre 2021  | Alessio Serragli     | lista civica Uniti per il Rinnovamento                         | Vicesindaco f.f.    | [ 9 ] |
| 4 ottobre 2021  | in carica       | Alessio Serragli     | lista civica Il Rinnovamento Continua                          | Sindaco             | [ 9 ] |